# L'incubo di Darwin
L'incubo di Darwin è un film-documentario del 2004 diretto da Hubert Sauper.
Ambientato in Tanzania, il film è una potente denuncia e un'ironica, spaventosa, metafora degli “effetti collaterali” della globalizzazione.

## Trama
Negli anni sessanta venne introdotta sperimentalmente nel Lago Vittoria la specie ittica Lates niloticus (o persico del Nilo), che si moltiplicò così rapidamente da causare l'estinzione pressoché completa dei pesci locali. Una multinazionale del cibo e delle armi ha generato qui un'alleanza solida e globale. Vecchi cargo dell'ex Unione Sovietica atterrano ogni giorno all'aeroporto di Mwanza (Tanzania) portando armi, munizioni e carri armati per le innumerevoli guerre del continente e ripartendo carichi di filetti di pesce persico per i mercati europei e giapponesi.
Vengono presentati gli effetti deleteri di questo commercio. I locali sono troppo indigenti per poter acquistare il pesce persico, a causa del quale il Lago Vittoria è condannato ad una morte biologica. Molte ragazze vengono sfruttate come prostitute e contribuiscono alla diffusione dell'AIDS, che qua colpisce quasi ogni famiglia. I pescatori lavorano in condizioni precarie, rischiando la vita a causa dei coccodrilli; i bambini di strada sono abbandonati a se stessi, fumano e sniffano una specie di colla derivata dal materiale con cui sono fatti i contenitori per il pesce.

## Regia
Hubert Sauper è nato in un villaggio del Tirolo, nelle Alpi austriache. Ha studiato regia a Vienna e a Parigi. Ha girato diversi documentari, con cui ha vinto svariati riconoscimenti internazionali. Darwin's Nightmare è il suo primo lungometraggio.

## Riconoscimenti
- 2004 - Mostra internazionale d'arte cinematografica di Venezia
  - Premio Europa Cinemas.
- 2004 - European Film Awards
  - Premio per il miglior documentario
- 2004 -Viennale
  - Vienna Film Award
- Premi César 2006
  - Migliore opera prima
- Oscar 2006
  - Candidatura miglior documentario.